# Tillandsia stricta
Tillandsia stricta är en gräsväxtart som beskrevs av Daniel Carl Solander och Ker Gawl. Tillandsia stricta ingår i släktet Tillandsia och familjen Bromeliaceae.

## Underarter
Arten delas in i följande underarter:
- T. s. disticha
- T. s. stricta

## Bildgalleri

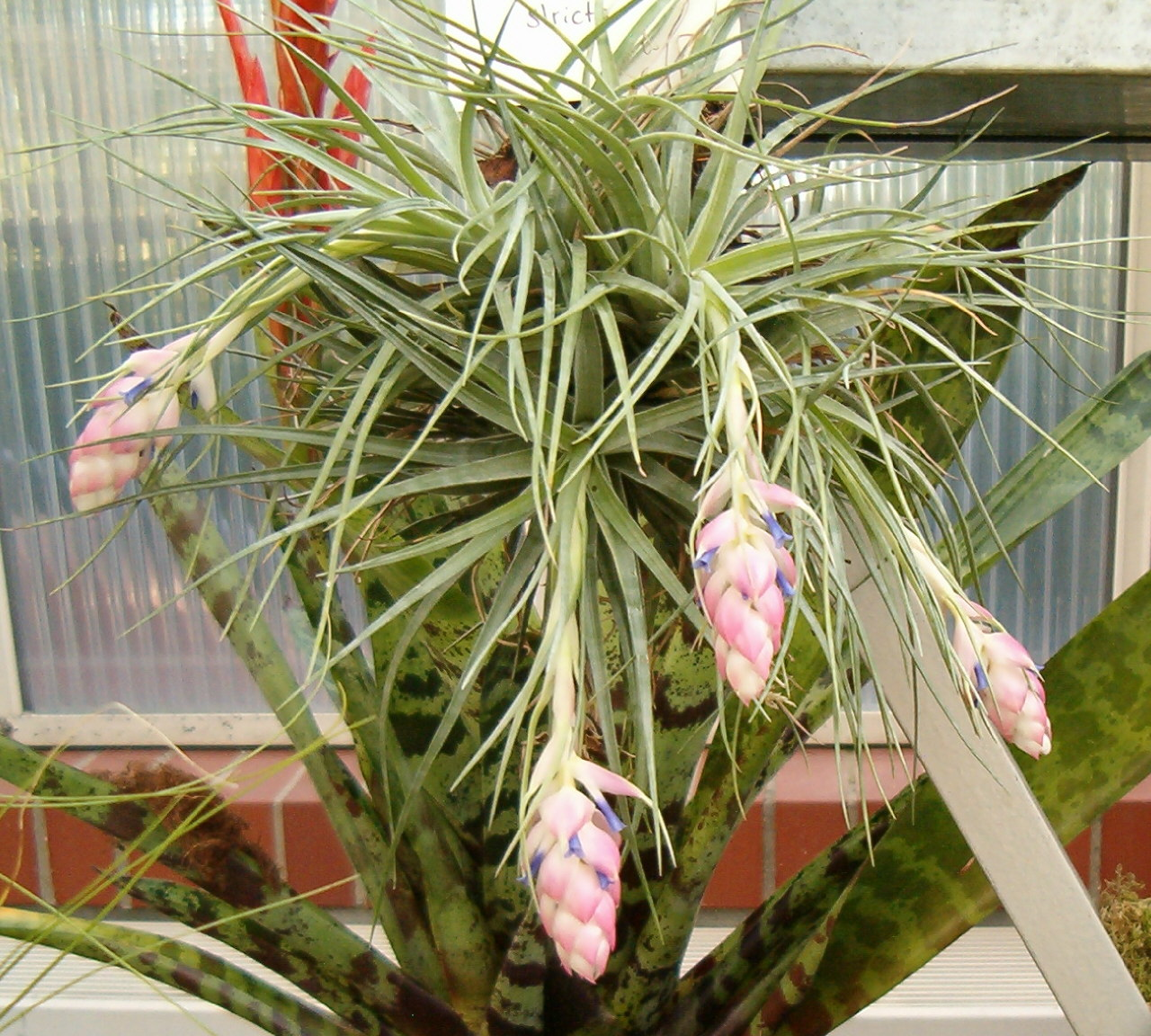
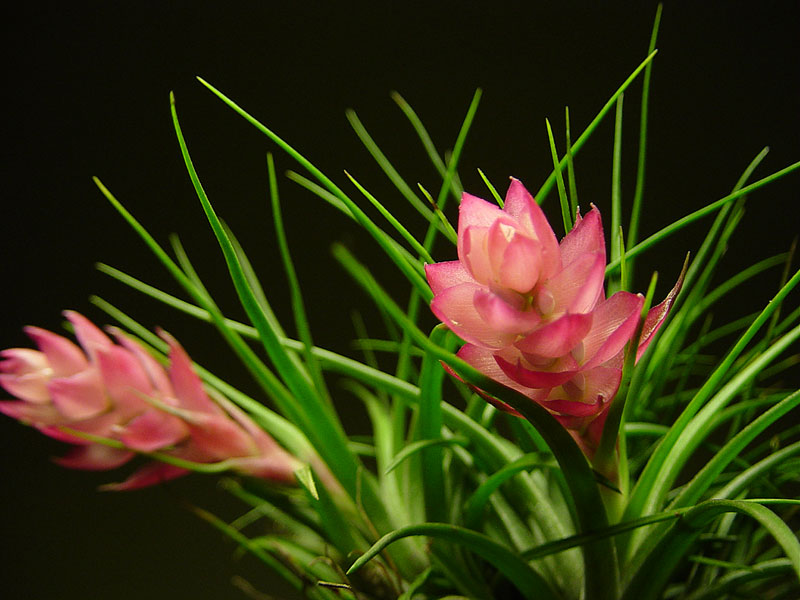
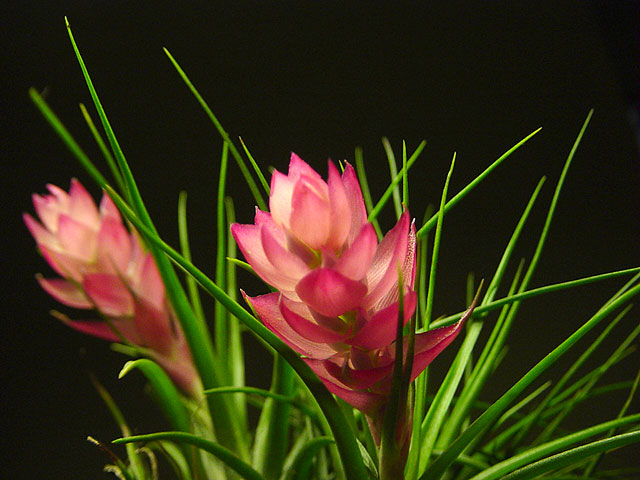
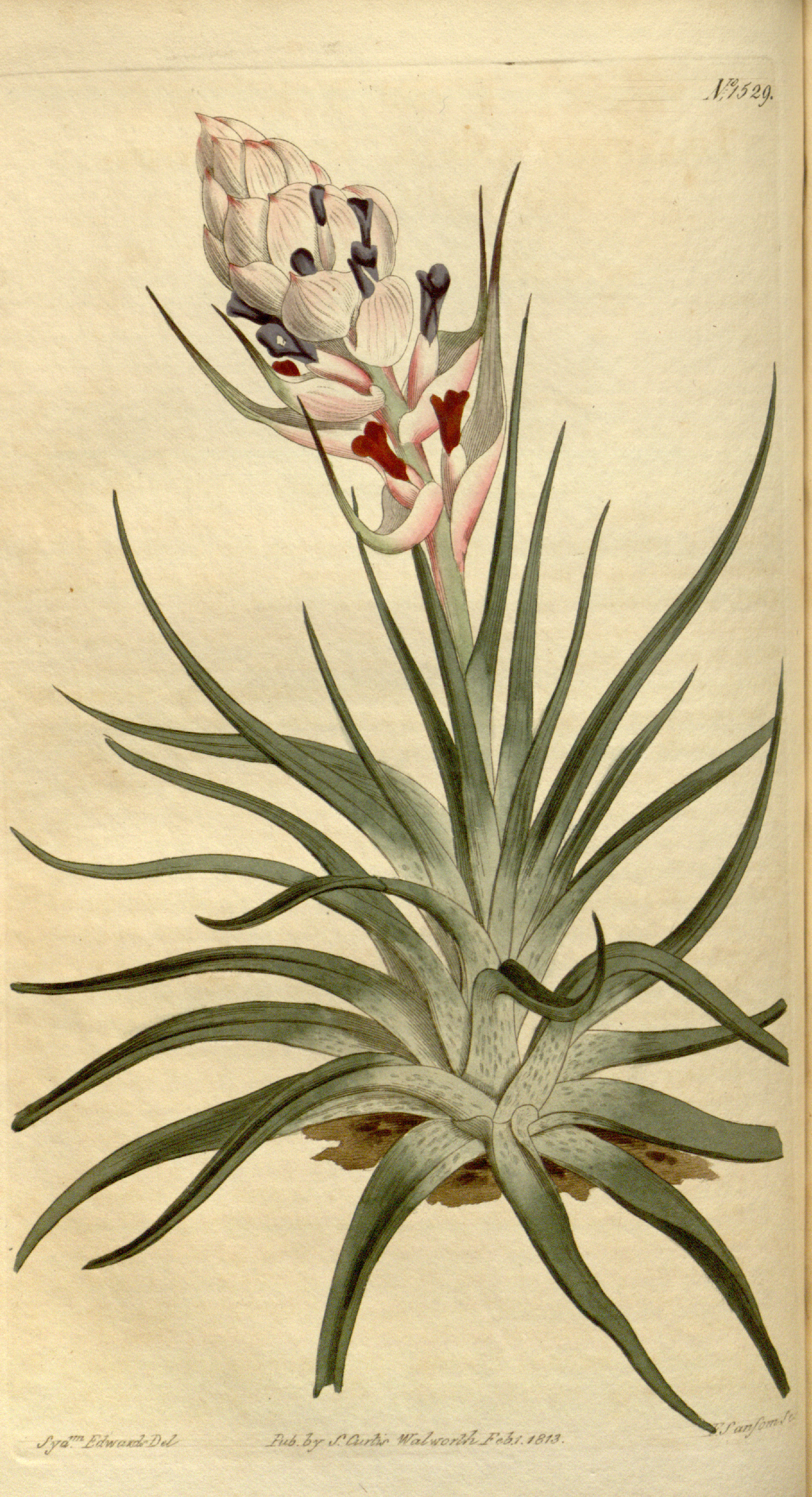
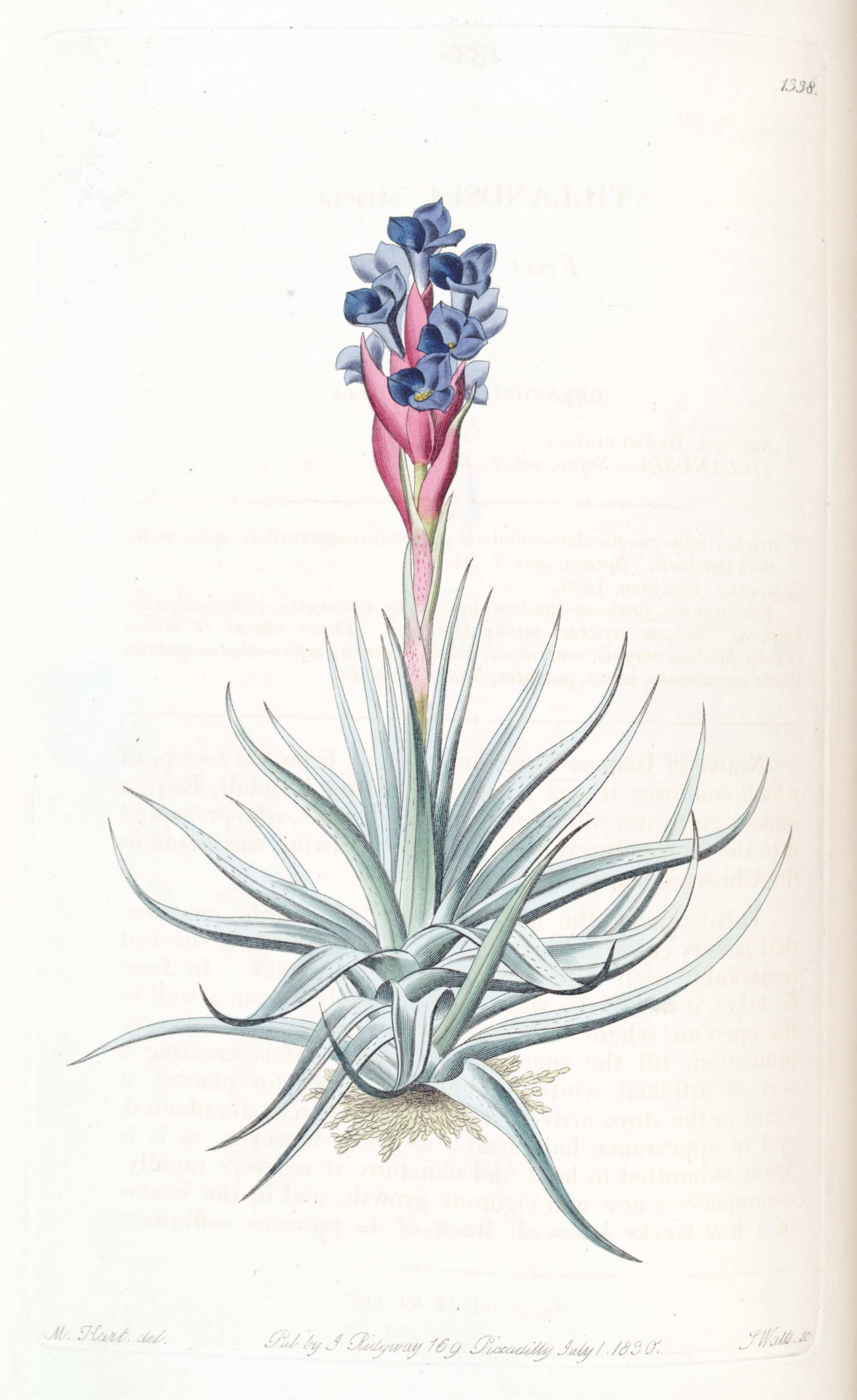